# White Chalk
Albums de PJ Harvey
The Peel Sessions 1991-2004
(2006) Let England Shake
(2011)
White Chalk est le septième album studio en 17 ans de carrière de la chanteuse PJ Harvey.
Sorti le 24 septembre 2007 au Royaume-Uni et le 2 octobre 2007 aux États-Unis, sous le label Island Records de Universal, il est produit par son acolyte John Parish (Eels, Sparklehorse) et Flood (Depeche Mode, The Killers).
Composé principalement au piano, il fait directement référence à certains titres présents sur l’album de Uh Huh Her sorti trois ans plus tôt tels que The Darker Days of Me and Him ou The Desperate Kingdom of Love. Épuré et discret, la guitare ou les cris saturés de la chanteuse laissent désormais place à des mélodies plus douces, teintées de folk, aux murmures mélancoliques.

## Liste des titres
Toutes les chansons sont écrites et composées par PJ Harvey.
| No  | Titre            | Durée |
| --- | ---------------- | ----- |
| 1.  | The Devil        | 2:58  |
| 2.  | Dear Darkness    | 3:10  |
| 3.  | Grow Grow Grow   | 3:23  |
| 4.  | When Under Ether | 2:25  |
| 5.  | White Chalk      | 3:13  |
| 6.  | Broken Harp      | 1:59  |
| 7.  | Silence          | 3:11  |
| 8.  | To Talk to You   | 4:01  |
| 9.  | The Piano        | 2:37  |
| 10. | Before Departure | 3:49  |
| 11. | The Mountain     | 3:11  |

## Crédits

### Musique
- PJ Harvey : chant, piano, guitare acoustique, cithare, guitare basse, claviers, harmonica, harpe (brisée), violon en "boîte à cigares" (cig fiddle).
- John Parish : batterie, chant, guitare basse, banjo, guitare acoustique, percussions, verre à vin (frotté).
- Eric Drew Feldman : piano, orgue Optigan, chant, orgue Mellotron, claviers, synthétiseur Minimoog.
- Jim White : batterie, percussions.

### Musiciens additionnels
- Nico Brown : concertina sur "Before Departure".
- Andrew Dickson, Bridget Pearse, Martin Brunsden, Nico Brown, Nick Bicât : chant additionnel sur "Before Departure".

### Technique
- Production et mixage : Flood, John Parish, PJ Harvey
- Ingénieur du son : Flood
  - Assisté de : Catherine Marks, Andrew Savors
  - Ingénierie additionnelle : PJ Harvey, Ali Chant

### Graphique
- Photographies : Maria Mochnacz
- Maquette : Rob Crane, Maria Mochnacz
- Robe conçue par : Maria Mochnacz, PJ Harvey, Annie Mochnacz
  - Robe réalisée par : Annie Mochnacz